# Rune Carlsson
Rune Carlsson (ur. 1 października 1909, zm. 14 września 1943) – szwedzki piłkarz, grający na pozycji pomocnika.

## Kariera klubowa
Podczas kariery piłkarskiej Rune Carlsson występował w IFK Eskilstuna.

## Kariera reprezentacyjna
W reprezentacji Szwecji Rune Carlsson zadebiutował 28 września 1930 przegranym 0-3 towarzyskim meczu z Polską. W 1934 József Nagy, ówczesny selekcjoner reprezentacji Szwecji powołał Carlssona na mistrzostwa świata. Na turnieju we Włoszech wystąpił w obu meczach Szwecji z Argentyną i Niemcami, który był jego ostatnim meczem w reprezentacji. W latach 1930–1934 wystąpił w reprezentacji siedmiokrotnie.
| Mecze i gole w reprezentacji | Mecze i gole w reprezentacji | Mecze i gole w reprezentacji | Mecze i gole w reprezentacji | Mecze i gole w reprezentacji | Mecze i gole w reprezentacji | Mecze i gole w reprezentacji |
| #                            | Data                         | Miasto                       | Przeciwnik                   | Gol                          | Wynik                        |                              |
| ---------------------------- | ---------------------------- | ---------------------------- | ---------------------------- | ---------------------------- | ---------------------------- | ---------------------------- |
| 1.                           | 28.09.1930                   | Sztokholm                    | Polska                       |                              | 0:3                          | towarzyski                   |
| 2.                           | 26.07.1931                   | Västerås                     | Łotwa                        |                              | 6:0                          | towarzyski                   |
| 3.                           | 27.09.1931                   | Oslo                         | Norwegia                     |                              | 1:2                          | Puchar Nordycki              |
| 4.                           | 24.09.1933                   | Oslo                         | Norwegia                     |                              | 1:0                          | Puchar Nordycki              |
| 5.                           | 23.05.1934                   | Sztokholm                    | Polska                       |                              | 4:2                          | towarzyski                   |
| 6.                           | 27.05.1934                   | Bolonia                      | Argentyna                    |                              | 3:2                          | Mundial 1934                 |
| 7.                           | 31.05.1934                   | Mediolan                     | III Rzesza                   |                              | 1:2                          | Mundial 1934                 |